# سیگوارد کوک
سیگوارد کوک (استونیایی: Sigvard Kukk؛ زادهٔ ۱۶ سپتامبر ۱۹۷۲) دوچرخه‌سوار اهل استونی است.
وی در بازی‌های المپیک تابستانی ۲۰۰۴ شرکت کرده و در بخش کراس کانتری کوهستان در رتبه ۴۱ قرار گرفته است.